# 八木沢・宮古短大駅
八木沢・宮古短大駅（やぎさわ・みやこたんだいえき）は、岩手県宮古市にある、三陸鉄道リアス線の駅である。
駅の愛称は「八木沢川のせせらぎ」。

## 歴史
2017年（平成29年）12月の認可時点での仮称は「八木沢駅」。2019年（平成31年）3月23日の東日本旅客鉄道（JR東日本）山田線宮古駅 - 釜石駅間の三陸鉄道への経営移管と同時に開業した。
この駅は、日本国有鉄道（国鉄）の時代から、地元が要望してきたものであった。東日本大震災に際して、当駅周辺の地域は津波の被害を免れたことから、被災者の移住があって人口が増加していた。自動車がなくても市内を移動できるように、公共交通で市内を結ぶ構想を描いていた地元の宮古市の決断もあり、駅が新設されることになった。宮古市では駅の利用客数を1日あたり152人と見込んでいる。
新駅整備にあたっては幹線鉄道等活性化事業費補助（形成計画事業）を活用し、第三セクターである三陸鉄道を主体として、国（鉄道・運輸機構経由）および地方公共団体の補助金を財源として事業が進められた。

### 年表
- 2017年（平成29年）12月14日：山田線 磯鶏駅 - 津軽石駅間への（仮称）八木沢駅の設置認可[6]。
- 2018年（平成30年）
  - 1月4日 - 2月20日：新規開業する当駅を含む山田線移管区間の駅の愛称が募集される[10]。
  - 3月28日：駅愛称が「八木沢川のせせらぎ」に決定[2][3][5]。
- 2019年（平成31年）3月23日：JR東日本山田線の宮古駅 - 釜石駅間の復旧・三陸鉄道への移管と同時に、リアス線の駅として開業[2][5][11]。

## 駅構造
単式ホーム1面1線を有する無人駅である。

## 利用状況
「宮古市の統計」によると、2021年度（令和3年度）の1日平均乗車人員は23人である。
開業後の推移は以下のとおりである。
| 乗車人員推移       | 乗車人員推移     | 乗車人員推移 |
| 年度               | 1日平均 乗車人員 | 出典         |
| ------------------ | ---------------- | ------------ |
| 2018年（平成30年） | 16               | [ 統計 1 ]   |
| 2019年（令和元年） | 27               | [ 統計 1 ]   |
| 2020年（令和02年） | 20               | [ 統計 1 ]   |
| 2021年（令和03年） | 23               | [ 統計 1 ]   |

## 駅周辺
- 岩手県立大学宮古短期大学部
- 宮古市立河南中学校

## 隣の駅
三陸鉄道
■リアス線
津軽石駅 - 八木沢・宮古短大駅 - 磯鶏駅

#### 記事本文
1. 1 2  大久保泰「岩手）新路線名、「リアス線」に決定 2駅の名称も」『朝日新聞デジタル』2017年12月26日。オリジナルの2021年1月28日時点におけるアーカイブ。2018年4月10日閲覧。
2. 1 2 3 4  『山田線移管区間等駅愛称選考結果の発表について』（プレスリリース）三陸鉄道、2018年4月2日。オリジナルの2018年4月8日時点におけるアーカイブ。2024年9月22日閲覧。
3. 1 2  “山田線移管区間の駅愛称が決定”. 鉄道ファン・railf.jp.   交友社 (2018年4月7日). 2023年11月4日時点のオリジナルよりアーカイブ。2018年4月10日閲覧。
4. 1 2  「新路線名は「リアス線」 三陸鉄道、山田線の移管後」『河北新報』2017年12月26日。オリジナルの2017年12月26日時点におけるアーカイブ。2018年4月10日閲覧。
5. 1 2 3 4  「三陸鉄道 来年3月23日運行開始 山田線宮古－釜石間」『毎日新聞』2018年3月28日。オリジナルの2023年4月22日時点におけるアーカイブ。2018年4月10日閲覧。
6. 1 2  『山田線の新駅設置を認可しました。〜平成30年度末の運行再開に合わせて宮古市内で2駅開業します〜』（PDF）（プレスリリース）国土交通省東北運輸局、2017年12月14日。オリジナルの2018年1月4日時点におけるアーカイブ。2020年2月4日閲覧。
7. ↑  「＜三陸鉄道＞宮古－釜石間来年3月23日運行開始　久慈から大船渡まで一本のレールに」『河北新報』2018年3月29日。2018年4月10日閲覧。
8. ↑  五島彰人「通学の足増える選択肢／二つの新駅」『』読売新聞オンライン、2019年1月6日。オリジナルの2021年1月29日時点におけるアーカイブ。2019年2月4日閲覧。
9. ↑  “鉄道助成ガイドブック”.   鉄道建設・運輸施設整備支援機構 (2018年). 2018年10月14日時点のオリジナルよりアーカイブ。2020年8月29日閲覧。
10. ↑  『駅愛称公募のお知らせ』（プレスリリース）三陸鉄道、2017年12月28日。オリジナルの2017年12月28日時点におけるアーカイブ。2024年9月22日閲覧。
11. ↑  “三陸鉄道 14駅の愛称決まる”.   日本放送協会. 2018年4月10日時点のオリジナルよりアーカイブ。2018年4月10日閲覧。

#### 利用状況
1. 1 2  “第8章 運輸・通信” (PDF). 宮古市の統計 令和4年版.   宮古市. p. 52 (2023年4月1日). 2023年4月29日閲覧。